# 現金機
現金機（げんきんき）とは、事前にプリペイドカードを購入せず（または現金を投入し、その後にプリペイドカードが出てこない）、現金で直接パチンコ玉を借りて遊技するパチンコ遊技機のこと。

## 概要
パチンコの機種に対する言い方で、CR機以外は全て現金機である。
台と台の間に設置されてある玉貸機から、遊技機の上皿に直接玉を誘導するパイプ（レール）のような物が伸びているタイプがほとんどである。
同一機種でCR機と現金機の両方が発売されることがある。デジパチの場合、両者では同一機種でもスペックにかなりの差があるのに対し、羽根モノや普通機では営業管理上の選択がなされるだけで、スペックには差がない場合がほとんどである。
CR機と違い、現金機のデジパチには大当たりの確率変動が認められていない（小当たり（普通電動役物（電動チューリップ）の開放）の確率変動や時間短縮機能は認められている）。その代わりに現金機のデジパチでは、大当たり確率が同一機種のCR機と比べ高くなっていることが大きな違いである（CR機が最低320分の1に対し、現金機の場合はおおむね100分の1 - 220分の1前後である）。ただし、現行機種でも奇数図柄で大当たりすれば時短の回数が増えるなどの工夫はなされている。
なお、かつては権利物については初当たり後最大2回（大当たり合計最大3回）の大当たり確率変動が認められていた。また、機種によっては特定の図柄でのみ「次回まで」の時短を付与することで、実質的な連荘機能を搭載したものもある。
確率変動のあるCR機のような連荘・大勝ちは期待出来ないものの、大当たり確率が高く投資金額を抑えることができるため、現金機タイプを好んで遊技するファンも少なくない。

## その他
CR機登場以前、内規にてデジパチの大当たり確率変動は一切認められていなかったが、フィーバーパワフルIII（三共）や麻雀物語（平和）などの保留玉連荘機、ブラボーキングダム（平和）や春夏秋冬（西陣）などの数珠繋ぎ連荘機のように、事実上大当たりの確率変動を持った現金機のデジパチも存在し、主流の時期もあった。しかし、連荘発生プログラムは保安通信協会の審査を通過するように複雑かつ巧妙に仕組まれたものであって、そのプログラム自体は公認されたものではなく、あくまでも当局のお目こぼしの範囲といえるものであった。CR機登場後の1993年、平和社員3名が風適法違反の疑いで埼玉県警察に逮捕されるという、いわゆる「ダービー物語事件」が発生した。CR機の普及を図りたい当局が、お目こぼしの範囲であった現金機デジパチの連荘に関連する取り締まりを厳しく行ったためである。その結果、営業に影響が出た店舗も発生した。これらの要因は、大当たりの確率変動が認められているCR機デジパチの導入を加速させる結果となり、現金機デジパチの大当たりに連荘機能（事実上の確率変動）が搭載されることがなくなる結末となった。
かつてはサーカス（銀座）のように小当たりの確率変動にて玉を増やすことも可能な機種や、ファンキードクター（マルホン）や夢幻伝説（京楽）など多彩な時短機能を搭載した個性的な機種が存在した。
いわゆる「みなし機」完全撤去後の2004年改正規則準拠機ではCR機が完全に主流となり、確率変動が無く、射幸性が低めの現金機はすっかり忘れ去られた存在となり、デジパチでは「Aうちのタマ知りませんか?ワールド」（奥村遊機、2008年）、普通機では「Aエンブレム3」（奥村遊機、2008年）、羽根モノおよびパチンコ全体では「Aネオビッグシューター」（アムテックス、2010年）を最後に現金機は生産されなくなった。
このこともあり、2018年改正規則準拠のCR機で先頭に付くものが「CR」から「P」に変更され、それ以降はCR機のみの生産となり、現金機は事実上廃止された。